# Wohlfahrtia trina
Wohlfahrtia trina (лат.) — двукрылое насекомое из семейства серых мясных мух. Афротропика и Палеарктика (включая Египет и Израиль).

## Описание
Среднего размера серые мясные мухи, длина тела от 8 до 18 мм. Основная окраска буровато-чёрная. Вид был впервые описан в 1830 году немецким натуралистом и энтомологом Христианом Р. В. Видеманом (Christian Rudolph Wilhelm Wiedemann; 1770—1840) под первоначальным названием Tachina trina Wiedemann, 1830.